# Margarida Cardoso
Maria Margarida de Almeida Rodrigues Cardoso (* 12. Juni 1963 in Tomar) ist eine portugiesische Filmregisseurin.

## Werdegang
Sie arbeitete seit 1981 als Werbefotografin, bevor sie ihre ersten Schritte in der Filmproduktion unternahm. So war sie Regieassistentin für João Botelho (in Um Adeus Português, dt.: Ein portugiesischer Abschied, 1985) und Joaquim Leitão (in Duma Vez Por Todas, dt. Ein für allemal, 1987). Bis 1996 war dies ihr Hauptbetätigungsfeld, für Regisseure wie Charles L. Bitsch (1989), José Fonseca e Costa (1990), Luís Galvão Teles (1991), Alberto Seixas Santos (1992) oder  Edgar Pêra (1994). Für Solveig Nordlund und Joaquim Leitão arbeitete sie regelmäßig. Sie war auch als Masken- und Bühnenbildnerin für José Álvaro Morais (O Bobo 1987), und für Dreharbeiten ausländischer Produktionen in Portugal tätig, etwa bei Lola im Technoland.
Beginnend mit dem Kurzfilm Dois Dragões (dt.: Zwei Drachen) führte sie ab 1996 selbst Regie. Ihr Film Es war einmal in Afrika (dt. Festivaltitel: Die Küste des Raunens, orig.: A Costa dos Murmúrios, 2004) setzte sich kritisch mit dem Portugiesischen Kolonialkrieg auseinander. Die Verfilmung von Lídia Jorges Roman Die Küste des Raunens erzählt die Geschichte eines jungen Paares im Mosambik Ende der 1960er Jahre und erhielt die Zustimmung sowohl des Publikums (unter den erfolgreichsten portugiesischen Filmen seit 2004), als auch der Kritik, mit Preisen bei den Filmfestivals in Coimbra (Caminhos do Cinema Português) und Mannheim-Heidelberg.

## Filmografie
- 1996: Dois Dragões – auch Drehbuch
- 1999: Natal 71 – auch Drehbuch
- 1999: Do Outro Lado
- 2000: Entre Nós – auch Drehbuch
- 2003: Kuxa Kanema – O Nascimento do Cinema
- 2003: Com Quase Nada
- 2004: Es war einmal in Afrika  (dt. Festivaltitel: "Die Küste des Raunens") (A Costa dos Murmúrios) – auch Drehbuch
- 2007: Era preciso fazer as coisas
- 2008: Aljubarrota – auch Drehbuch
- 2011: Licínio de Azevedo: Crónicas de Moçambique
- 2012: Sob o Olhar Silencioso
- 2014: Yvone Kane – auch Drehbuch
- 2019: Understory – auch Drehbuch